# Wangting (köpinghuvudort i Kina, Jiangsu Sheng, lat 31,44, long 120,44)
Wangting (kinesiska: 望亭, 望亭镇) är en köpinghuvudort i Kina. Den ligger i provinsen Jiangsu, i den östra delen av landet, omkring 170 kilometer sydost om provinshuvudstaden Nanjing. Antalet invånare är 55 711. Befolkningen består av 26 904 kvinnor och 28 807 män. Barn under 15 år utgör 9,0 %, vuxna 15-64 år 81 %, och äldre över 65 år 8,0 %.
Runt Wangting är det tätbefolkat, med 762 invånare per kvadratkilometer. Närmaste större samhälle är Wangzhuang, 14,5 km nordväst om Wangting. Trakten runt Wangting består till största delen av jordbruksmark.
Genomsnittlig årsnederbörd är 1 613 millimeter. Den regnigaste månaden är augusti, med i genomsnitt 234 mm nederbörd, och den torraste är januari, med 55 mm nederbörd.